# Los Angeles, California 5/18/98
Los Angeles, California 5/18/98 è un bootleg del gruppo musicale statunitense Dream Theater, pubblicato nel 2003 dalla YtseJam Records.

## Descrizione
Si tratta della prima uscita appartenente al catalogo "Live Series", e contiene l'intero concerto tenuto al gruppo il 18 maggio 1998 all'House of Blues di Los Angeles.
Al concerto hanno partecipato in qualità di cantanti d'eccezione anche Ray Alder dei Fates Warning (in Pull Me Under) e Bruce Dickinson degli Iron Maiden, con il quale hanno eseguito Perfect Strangers dei Deep Purple e tre brani degli Iron Maiden (The Trooper, Where Eagles Dare e Killers).

## Tracce
CD 1
1. Lines in the Sand – 13:51
2. Burning My Soul – 5:27
3. Take the Time – 14:00
4. Anna Lee – 7:32
5. Speak to Me – 6:12
6. A Crack in the Mirror/Puppies on Acid – 4:00
7. Just Let Me Breathe – 5:11
8. Lie – 7:18
9. Peruvian Skies – 7:51
10. Guitar Solo – 6:23

CD 2
1. Pull Me Under – 7:44
2. Scarred – 11:29
3. A Change of Seasons Pt. IV – 3:07
4. Ytse Jam – 4:19
5. Drum Solo – 7:18
6. New Millennium – 8:17

- Encore:

1. Perfect Strangers – 5:02 – originariamente interpretata dai Deep Purple
2. The Trooper – 4:24 – originariamente interpretata dagli Iron Maiden
3. Where Eagles Dare – 1:00 – originariamente interpretata dagli Iron Maiden
4. Killers – 2:03 – originariamente interpretata dagli Iron Maiden

- Medley:

1. Metropolis – 6:18
2. Learning to Live – 4:11
3. A Change of Seasons Pt. VII – 3:30

## Formazione
Gruppo
- James LaBrie – voce
- John Myung – basso, Chapman Stick
- John Petrucci – chitarra, voce
- Mike Portnoy – batteria, voce
- Derek Sherinian – tastiera

Altri musicisti
- Ray Alder – voce aggiuntiva (CD 2: traccia 1)
- Bruce Dickinson – voce principale (CD 2: tracce 7–10)

Produzione
- Mike Portnoy – produzione
- John Petrucci – produzione
- Doug Oberkircher – mastering